# ترافيك (فلم)
ترافيك (بالإنجليزية: Traffik)، هُو فيلم إثارة أمريكي صدر سنة 2018، وقد أخرجه وكتب نصه المُخرج ديون تايلور. الفيلم من بطولة كُل من باولا باتون وعمر إيبس ولاز ألونسو وروسيلين سانشيز ولوك غوس وويليام فيكنر وميس بايل.

## وصلات خارجية
- الموقع الرسمي
- مقالات تستعمل روابط فنية بلا صلة مع ويكي بيانات
- لا توجد روابط لمواقع التواصل الاجتماعي.